# Direito internacional marítimo
O Direito Internacional Marítimo (algumas vezes chamado de Direito marítimo internacional) é o ramo do Direito Internacional que aborda as questões relativas ao mar, nas áreas da navegação, disputas fronteiriças, utilização e exploração de recursos naturais, resolução de acidentes, seguros, etc.

## História
As bases do Direito Marítimo remontam às primeiras navegações do Homem. À medida que os seus navegadores e comerciantes foram alargando o seu raio de acção levaram consigo as suas leis, que foram sendo adoptadas pelos povos com quem iam contactando. Desta forma começa a tomar corpo um conjunto de normas, procedimentos e leis que são reconhecidas e respeitadas para além do seu país de origem.
Com o advento das rotas marítimas trans-nacionais, a Ilha de Rodes assume um papel predominante na produção de legislação marítima que é aceite na totalidade da bacia mediterrânica; e que chegaram até nos pelas compilações romanas sob a designação Lex Rhodia.
É provável que outros povos marítimos como os Fenícios, gregos e os cartagineses tivessem produzido legislação especifica sobre a actividade marítima, mas os seus documentos não chegaram aos nossos dias. Somente referências por Demóstenes relativas às leis gregas são conhecidas.
Do Império Romano, apesar a sua influência política, comercial e autoridade a estender-se sobre grandes áreas geográficas e os vários povos e culturas que os habitavam, não são conhecidos textos relativos a esta matéria, salvo o nauticum foenusque limitava a responsabilidade em caso de perda da embarcação e/ou da carga.
De facto, e de acordo com o Digesto de Justiniano I, produzido após a divisão em Ocidental e Oriental, vimos que as leis de Rodes vigoravam no Império. É ainda do Império Bizantino, mas no reinado de Basílio I, que surgem as Basilicas, cujo Livro III é consagrado exclusivamente ao comércio marítimo.
Com a expansão islâmica, parte das costas do Oceano Atlântico, do Mediterrâneo. e do Oceano Pacífico, bem como a totalidade do Oceano Indico ficam sob a mesma lei. As provisões da Charia sobre as actividades marítimas tornam-se a lei internacional de facto, tanto nas áreas sob seu controlo como para aqueles que vindos de fora que querem negociar com o Mundo Árabe
Naturalmente algumas destas provisões e conceitos vão encontrar o seu caminho até à legislação do Ocidente, e reflectem-se - por exemplo - nos Consulado do Mar. Estes são a primeira instituição (que chamariamos tribunal marítimo na actualidade) a aplicar de forma uniforme, e através de uma vasta área geográfica e vários países a mesma legislação. Esta, compilada no Livro do Consulado do Mar, vai tornar-se a norma jurídica da Europa, conjuntamente com as da Liga Hanseática.
Com os Descobrimentos, aumenta a complexidade das questões sobre a autoridade sobre o mar. Quando Portugal e Espanha ensaiam a aplicação do Mare Clausum, as questões saem da esfera comercial e passam a ser questões nacionais, mais concretamente, entre países. As nações ibéricas recorrem ao Papa, do qual obtiveram a validação às suas pretensões. Pela primeira vez uma norma jurídica marítima abrange explicitamente a totalidade dos oceanos.
Contudo, e apesar da posição papal que deveria ter garantido a sua aplicação, o Mare Clausum foi contestado pelos países do norte da Europa, sobretudo e mais abertamente, depois da Reforma. Os incidentes foram-se repetindo, com os países que se sentiam prejudicados a recorrer ao corso. Aquando a nau portuguesa Santa Catarina foi capturada por um navio da Companhia Holandesa das Índias Orientais, Portugal apresentou protesto formal, que resultou na apresentação do conceito de Mare Liberum, pelo advogado Hugo Grotius em 1609. A noção de um mar totalmente livre, aberto a todos, encontrou a oposição da Inglaterra que pela primeira vez declara uma parte do mar parte do seu território.
Esta questão irá ser definida em 1702 por Cornelius Bynkershoek com a apresentação do De dominio maris que define o que viria a ser o conceito de mar territorial.
A segunda metade do século XVIII e o princípio do XIX foram definido pelas Guerras Napoleónicas, das quais a Inglaterra vai vitoriosa, e inicia um período de total domínio dos mares. Esta postura reflecte-se na produção de legislação, tal como a Mercahnt Ship Law, ou a Linha Plimsoll. Igualmente nesta altura começamos a assistir à criação de normas de resolução de conflitos comerciais (sobretudo ao nível dos seguros) trans-nacionais, tais como as regras de York-Antuérpia. Apresentadas na cidade inglesa de York em 1864, foram adoptadas em 1864 Antuérpia.